# Tournoi de clôture du championnat du Chili de football 2004
Navigation
Tournoi précédent Tournoi suivant
Le tournoi de clôture de la saison 2004 du Championnat du Chili de football est le second tournoi de la soixante-douzième édition du championnat de première division au Chili. 
La saison sportive est scindée en deux tournois saisonniers, Ouverture et Clôture, qui décerne chacun un titre de champion. Le fonctionnement de chaque tournoi est le même; une première phase voit les dix-huit équipes réparties en quatre poules où elles affrontent les quinze autres équipes une seule fois, les trois premiers de chaque poule se qualifient pour la seconde phase, jouée en matchs à élimination directe. Le vainqueur du tournoi de Clôture se qualifie pour la Copa Libertadores 2005 et est protégé de la relégation en fin de saison, tout comme le finaliste.
La relégation est normalement décidée à l'issue du tournoi de Clôture. Un classement cumulé des deux tournois est effectué et les deux derniers de ce classement sont relégués et remplacés par les deux meilleures équipes de Segunda Division, la deuxième division chilienne. Cependant, en raison de l'extension du championnat à vingt clubs à partir de la saison prochaine, le classement cumulé sert à attribuer la troisième place en Copa Libertadores, qui revient à la meilleure équipe de ce classement non qualifiée.
C'est le Club de Deportes Cobreloa, qui remporte le tournoi après avoir battu l'Unión Española en finale. C'est le huitième titre de champion du Chili de l'histoire du club, qui remporte son troisième tournoi saisonnier en deux ans.

## Les clubs participants
| - Colo Colo - CD Universidad Católica - CF Universidad de Chile - Unión San Felipe - CD Coquimbo Unido - CSD Rangers - Club de Deportes Cobreloa - Club Deportivo Huachipato - Deportes La Serena | - Club de Deportes Cobresal - Unión Española - Deportes Temuco - Audax Italiano - Club Deportivo Palestino - CD Puerto Montt - CD Universidad de Concepción - Santiago Wanderers - CD Everton de Viña del Mar |

## Compétition
Le barème utilisé pour établir le classement est le suivant :
- Victoire : 3 points
- Match nul : 1 point
- Défaite : 0 point

### Première phase
| Rang | Équipe                    | Pts | J  | G | N | P | Bp | Bc | Diff |
| ---- | ------------------------- | --- | -- | - | - | - | -- | -- | ---- |
| 1    | Audax Italiano            | 26  | 17 | 7 | 5 | 5 | 33 | 24 | +9   |
| 2    | Club de Deportes Cobreloa | 25  | 17 | 6 | 7 | 4 | 37 | 26 | +11  |
| 3    | Unión Española            | 23  | 17 | 6 | 5 | 6 | 24 | 20 | +4   |
| 4    | Deportes La SerenaP       | 16  | 17 | 4 | 4 | 9 | 23 | 38 | -15  |

| Rang | Équipe              | Pts | J  | G | N | P  | Bp | Bc | Diff |
| ---- | ------------------- | --- | -- | - | - | -- | -- | -- | ---- |
| 1    | CD Coquimbo Unido   | 18  | 17 | 4 | 6 | 7  | 21 | 26 | -5   |
| 2    | Unión San Felipe -3 | 18  | 17 | 5 | 6 | 6  | 18 | 25 | -7   |
| 3    | CD Puerto Montt -3  | 17  | 17 | 5 | 5 | 7  | 16 | 20 | -4   |
| 4    | Santiago Wanderers  | 14  | 17 | 4 | 2 | 11 | 24 | 36 | -12  |

|  | Qualification pour la seconde phase               |
|  | T : Tenant du titre P : Promu de Segunda Division |

| Rang | Équipe                      | Pts | J  | G | N | P | Bp | Bc | Diff |
| ---- | --------------------------- | --- | -- | - | - | - | -- | -- | ---- |
| 1    | Colo Colo                   | 32  | 17 | 9 | 5 | 3 | 28 | 18 | +10  |
| 2    | CF Universidad de ChileT -3 | 30  | 17 | 9 | 6 | 2 | 27 | 14 | +13  |
| 3    | Deportes Temuco             | 21  | 17 | 4 | 9 | 4 | 34 | 36 | -2   |
| 4    | Club Deportivo Palestino    | 21  | 17 | 6 | 9 | 8 | 23 | 28 | -5   |
| 5    | CSD Rangers                 | 15  | 17 | 3 | 6 | 8 | 19 | 33 | -14  |

| Rang | Équipe                       | Pts | J  | G | N | P | Bp | Bc | Diff |
| ---- | ---------------------------- | --- | -- | - | - | - | -- | -- | ---- |
| 1    | CD Universidad Católica      | 32  | 17 | 9 | 5 | 3 | 32 | 19 | +13  |
| 2    | Club de Deportes Cobresal    | 28  | 17 | 8 | 4 | 5 | 32 | 26 | +6   |
| 3    | CD Universidad de Concepción | 28  | 17 | 8 | 4 | 5 | 22 | 16 | +6   |
| 4    | CD Everton de Viña del MarP  | 22  | 17 | 6 | 4 | 7 | 20 | 26 | -6   |
| 5    | Club Deportivo Huachipato    | 20  | 17 | 6 | 2 | 9 | 24 | 26 | -2   |

- Le CD Puerto Montt et l'Union San Felipe reçoivent une pénalité de trois points pour ne pas avoir versé les salaires aux joueurs dans les temps au mois d'août.
- Le CF Universidad de Chile reçoit une pénalité pour ne pas avoir versé les salaires aux joueurs dans les temps au mois de septembre.

### Seconde phase
Deux équipes éliminées au premier tour sont repêchées pour disputer les quarts de finale. 
Tour préliminaire :
| Équipe 1        | Résultat | Équipe 2                   |
| --------------- | -------- | -------------------------- |
| CD Puerto Montt | 1 - 2    | CD Everton de Viña del Mar |

Premier tour :
| Équipe 1                   | Résultat      | Équipe 2                     | Aller | Retour |
| -------------------------- | ------------- | ---------------------------- | ----- | ------ |
| Club de Deportes Cobreloa  | 6 - 4         | Audax Italiano               | 5 - 2 | 1 - 2  |
| CD Everton de Viña del Mar | 3 - 3 1-3 tab | Club de Deportes Cobresal    | 3 - 2 | 0 - 1  |
| CD Coquimbo Unido          | 4 - 8         | Colo Colo                    | 3 - 7 | 1 - 1  |
| Union San Felipe           | 2 - 5         | CD Universidad Católica      | 2 - 2 | 0 - 3  |
| Unión Española             | 1 - 1 3-1 tab | CD Universidad de Concepción | 0 - 0 | 1 - 1  |
| Deportes Temuco            | 2 - 2 3-5 tab | CF Universidad de Chile      | 2 - 0 | 0 - 2  |

Quarts de finale :
| Équipe 1                   | Résultat      | Équipe 2                  | Aller | Retour |
| -------------------------- | ------------- | ------------------------- | ----- | ------ |
| Club de Deportes Cobreloa  | 4 - 3         | Club de Deportes Cobresal | 2 - 1 | 2 - 2  |
| CD Everton de Viña del Mar | 5 - 6         | Colo Colo                 | 1 - 3 | 4 - 3  |
| Unión Española             | 6 - 6 4-2 tab | CF Universidad de Chile   | 4 - 3 | 2 - 3  |
| Deportes Temuco            | 5 - 7         | CD Universidad Católica   | 3 - 1 | 2 - 6  |

Demi-finales :
| Équipe 1                  | Résultat      | Équipe 2                | Aller | Retour |
| ------------------------- | ------------- | ----------------------- | ----- | ------ |
| Club de Deportes Cobreloa | 5 - 2         | Colo Colo               | 4 - 1 | 1 - 1  |
| Unión Española            | 4 - 4 4-3 tab | CD Universidad Católica | 3 - 1 | 1 - 3  |

Finale :
| 16 décembre 2004 | Unión Española | 1 - 3 | Club de Deportes Cobreloa                       | Estadio Santa Laura, Santiago du Chili        |                                               |
|                  | Jerez 68e      |       | D. Pérez 25e · R. Pérez 52e · Miranda 80e (csc) | Spectateurs : 15 000 Arbitrage : Rubén Selman | Spectateurs : 15 000 Arbitrage : Rubén Selman |

| 19 décembre 2004 | Club de Deportes Cobreloa | 0 - 0 | Unión Española | Estadio Municipal de Calama, Calama         |
|                  |                           |       |                | Spectateurs : 15 000 Arbitrage : Pablo Pozo |

### Classement cumulé
Un classement cumulé (Tournois Ouverture 2004 et Clôture 2004) est effectué afin de déterminer la troisième équipe qualifiée pour la Copa Libertadores (par le biais du tour préliminaire), les deux autres places étant réservées aux deux vainqueurs des tournois Ouverture et Clôture. 
| Rang | Équipe                       | Pts | J  | G  | N  | P  | Bp | Bc | Diff |
| ---- | ---------------------------- | --- | -- | -- | -- | -- | -- | -- | ---- |
| 1    | Colo ColoOf                  | 65  | 34 | 19 | 8  | 7  | 57 | 43 | +14  |
| 2    | Club de Deportes CobreloaC   | 62  | 34 | 17 | 11 | 6  | 76 | 45 | +31  |
| 3    | CD Universidad de Concepción | 60  | 34 | 17 | 9  | 8  | 59 | 33 | +26  |
| 4    | CF Universidad de ChileO     | 57  | 34 | 18 | 9  | 7  | 59 | 35 | +24  |
| 5    | CD Universidad Católica      | 51  | 34 | 15 | 6  | 13 | 61 | 48 | +13  |
| 6    | Santiago Wanderers           | 50  | 34 | 15 | 5  | 14 | 61 | 51 | +10  |
| 7    | Unión EspañolaCf             | 49  | 34 | 13 | 10 | 11 | 59 | 52 | +7   |
| 8    | Audax Italiano               | 47  | 34 | 12 | 11 | 11 | 64 | 52 | +12  |
| 9    | Club Deportivo Huachipato    | 47  | 34 | 14 | 5  | 15 | 59 | 57 | +2   |
| 10   | CD Coquimbo Unido            | 47  | 34 | 13 | 8  | 13 | 60 | 63 | -3   |
| 11   | Deportes Temuco              | 45  | 34 | 11 | 12 | 11 | 58 | 70 | -12  |
| 12   | CD Everton de Viña del Mar   | 43  | 34 | 12 | 7  | 15 | 42 | 51 | -9   |
| 13   | CD Puerto Montt              | 37  | 34 | 10 | 10 | 14 | 43 | 56 | -13  |
| 14   | Club Deportivo Palestino     | 35  | 34 | 10 | 5  | 19 | 57 | 70 | -13  |
| 15   | Club de Deportes Cobresal    | 34  | 34 | 9  | 7  | 18 | 51 | 66 | -15  |
| 16   | Deportes La Serena           | 34  | 34 | 9  | 7  | 18 | 55 | 84 | -29  |
| 17   | CSD Rangers                  | 33  | 34 | 8  | 9  | 17 | 40 | 66 | -26  |
| 18   | Unión San Felipe             | 32  | 34 | 9  | 11 | 14 | 33 | 52 | -19  |

|  | Qualification pour la Copa Libertadores 2005                                                                                                |
|  | Qualification pour le tour préliminaire de la Copa Libertadores 2005                                                                        |
|  | O : Vainqueur du tournoi Ouverture Of : Finaliste du tournoi Ouverture C : Vainqueur du tournoi Clôture Cf : Finaliste du tournoi Ouverture |

## Bilan du tournoi
| Championnat du Chili de football 2004 |                                      |
| Champion                              | Club de Deportes Cobreloa (8e titre) |
| Qualifications continentales          |                                      |
| Copa Libertadores 2005                | CF Universidad de Chile              |
| Copa Libertadores 2005                | Club de Deportes Cobreloa            |
| Copa Libertadores 2005                | Colo Colo (tour préliminaire)        |
| Promotions et relégations             |                                      |
| Promus en Primera División            | Deportes Melipilla                   |
| Promus en Primera División            | Club Deportes Concepción             |
| Relégués en Segunda División          | Aucun (passage à 20 clubs)           |